# Macrovipera deserti
Macrovipera deserti là một loài rắn trong họ Rắn lục. Loài này được Anderson mô tả khoa học đầu tiên năm 1892.